# Völgység

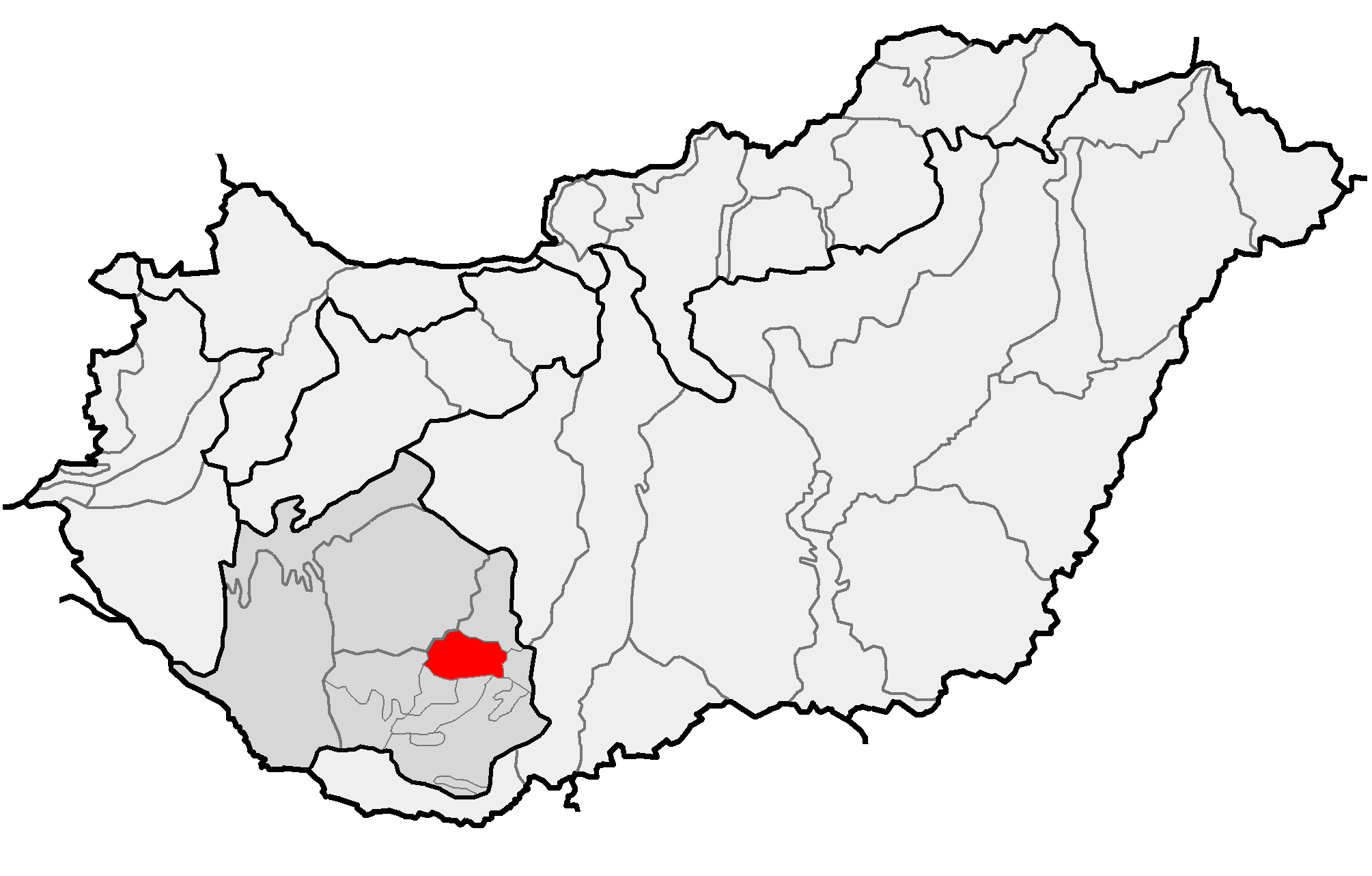
A Völgység fekvése Magyarországon

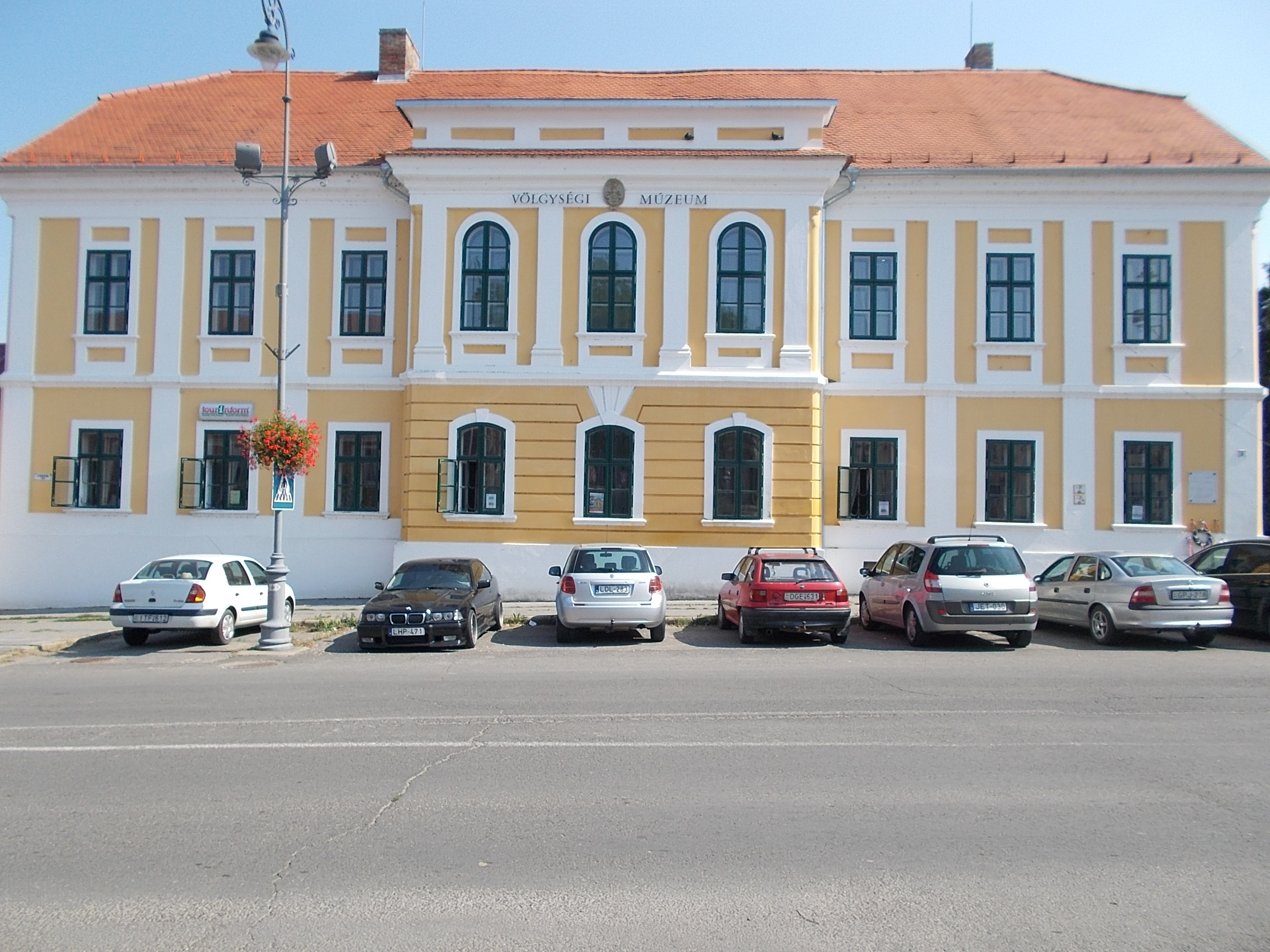
A Völgységi Múzeum Bonyhádon

A Völgység a Tolna–Baranyai-dombvidékhez tartozó kistáj Magyarországon, Tolna és Baranya vármegye határán. Löszös dombvidék, amelyet a csapadékvíz eróziója mély völgyekkel tagolt.
Nyugati határa a Kapos folyó, keleti határa a Völgységi-patak síksága. Néprajzi szempontból kelet felé még több község is hozzátartozik (pl. Bátaapáti, Kakasd), de földrajzi szempontból ezek már a Geresdi és Szekszárdi-dombsághoz tartoznak.
A Völgység fővárosa Bonyhád, ahol a Völgységi Múzeumban megismerhetjük a tájegység történetét.

## Települések
A Völgységhez 31 település tartozik, amelyek a következők: 
| - Alsómocsolád - Aparhant - Ág - Bikal - Bonyhád - Bonyhádvarasd - Egyházaskozár - Gerényes - Györe - Hegyhátmaróc - Izmény | - Kárász - Kisdorog - Kisvaszar - Kisvejke - Kovácsi - Köblény - Lengyel - Majos - Mágocs - Mekényes - Mucsfa | - Nagyhajmás - Nagymányok - Nagyvejke - Szalatnak - Szárász - Szászvár - Tófű - Vékény - Závod |

A legnagyobb település Bonyhád városa. Város még Nagymányok és Mágocs, a többi falu, Szászvár nagyközség, a többi település község.

## Külső hivatkozások
- A Völgység népének rövid története – Sulinet.hu